# Être et avoir
Être et avoir és un documental francès dirigit per Nicolas Philibert i estrenat el 2002. Ha estat doblat al català

## Argument
És un documental en el qual es mostra la vida real dels seus protagonistes. Es tracta d'un mestre molt lliurat a la seva professió, Georges López, que fa classes a un nombre no gaire elevat d'alumnes, de diferents edats, en una aula única, (totes compreses entre 4 i 10 anys), en una escola rural d'un poblet de França, Saint Etienne sur Usson, a Puy de Dome. El professor és seriós, tranquil, pacient amb els seus alumnes i els coneix bastant bé, d'aquesta manera es fa amb el respecte i l'autoritat de tots, als quals dia a dia ajuda a descobrir els avantatges de la naturalesa, els transmet una sèrie de valors... Tot això es veu complementat amb la labor educativa de les famílies d'aquests nens.
Sense deixar-nos indiferents, aquest documental ens convida a la reflexió, fent-nos veure la labor i lliurament d'un sol mestre a alumnes de diferents edats, i veiem com coneix a cadascun i intenta respondre a les seves diferents necessitats i interessos.

## Rebuda
Premis
- Premiada en el Festival de Cinema de Valladolid 2002.
- Va obtenir el Premi de Cinema Europeu al millor documental, el 2003
- Premis César: Millor muntatge. 3 nominacions: pel·lícula, director i muntatge 2003: Nominada Premis BAFTA: Millor pel·lícula de parla no anglesa

Crítica"Una única mirada que aconsegueix fer-nos veure alguna cosa tan invisible com el creixement..." Ángel Fernández Santos: Diari El País